# Karen Morley
Karen Morley (Ottumwa, 12 de dezembro de 1909 — 8 de março de 2003) é uma atriz estadunidense.

## Filmografia
- Inspiration (1931)
- Never the Twain Shall Meet (1931)
- The Sin of Madelon Claudet (1931)
- High Stakes (1931)
- Daybreak (1931)
- Mata Hari (1931) - Carlotta
- The Cuban Love Song (1931)
- Politics (1931)
- Scarface (1932)
- Flesh  (1932)
- The Mask of Fu Manchu (1932)
- The Phantom of Crestwood (1932)
- Arsene Lupin (1932)
- The Washington Masquerade (1932)
- Man About Town (1932)
- Are You Listening? (1932)
- Dinner at Eight (1933)
- Gabriel Over the White House (1933)
- Our Daily Bread (1934)
- Wednesday's Child (1934)
- Straight Is the Way (1934)
- The Crime Doctor (1934)
- Black Fury (1935)
- The Littlest Rebel (1935)
- Thunder in the Night (1935)
- The Healer (1935)
- $10 Raise (1935)
- Beloved Enemy (1936)
- The Devil's Squadron (1936)
- Outcast (1937)
- The Girl from Scotland Yard (1937)
- On Such a Night (1937)
- The Last Train from Madrid (1937)
- Kentucky (1938)
- Pride and Prejudice (1940)
- Jealousy (1945)
- The Unknown (1946)
- Framed (1947)
- The Thirteenth Hour (1947)
- Born to the Saddle (1953)